# Lyons Tea
Pour les articles homonymes, voir Lyons.
J. Lyons 1 Company Limited est une société britannique de thé, filiale d'Unilever

## Historique
La famille J. Lyons fonde Lyons Tea en 1902, dans le quartier de Christchurch (en), à Dublin. En 1932, Lyons Tea déménage de Christchurch à Marlborough Street, toujours à Dublin. En 1963, elle déménage à Goldenbridge (en), toujours dans Dublin.
À la fin des années 1970, Lyons Tea se met à produire des sachets de thé ronds. La transition rencontre un grand succès et dans cette décennie, Lyons compte plus de 65 % de part de marché en Irlande. 
En 1996, Unilever achète Lyons Tea.
En avril 2004, Lyons commence à utiliser des sachets pyramidaux.